# 송에뤼미에르

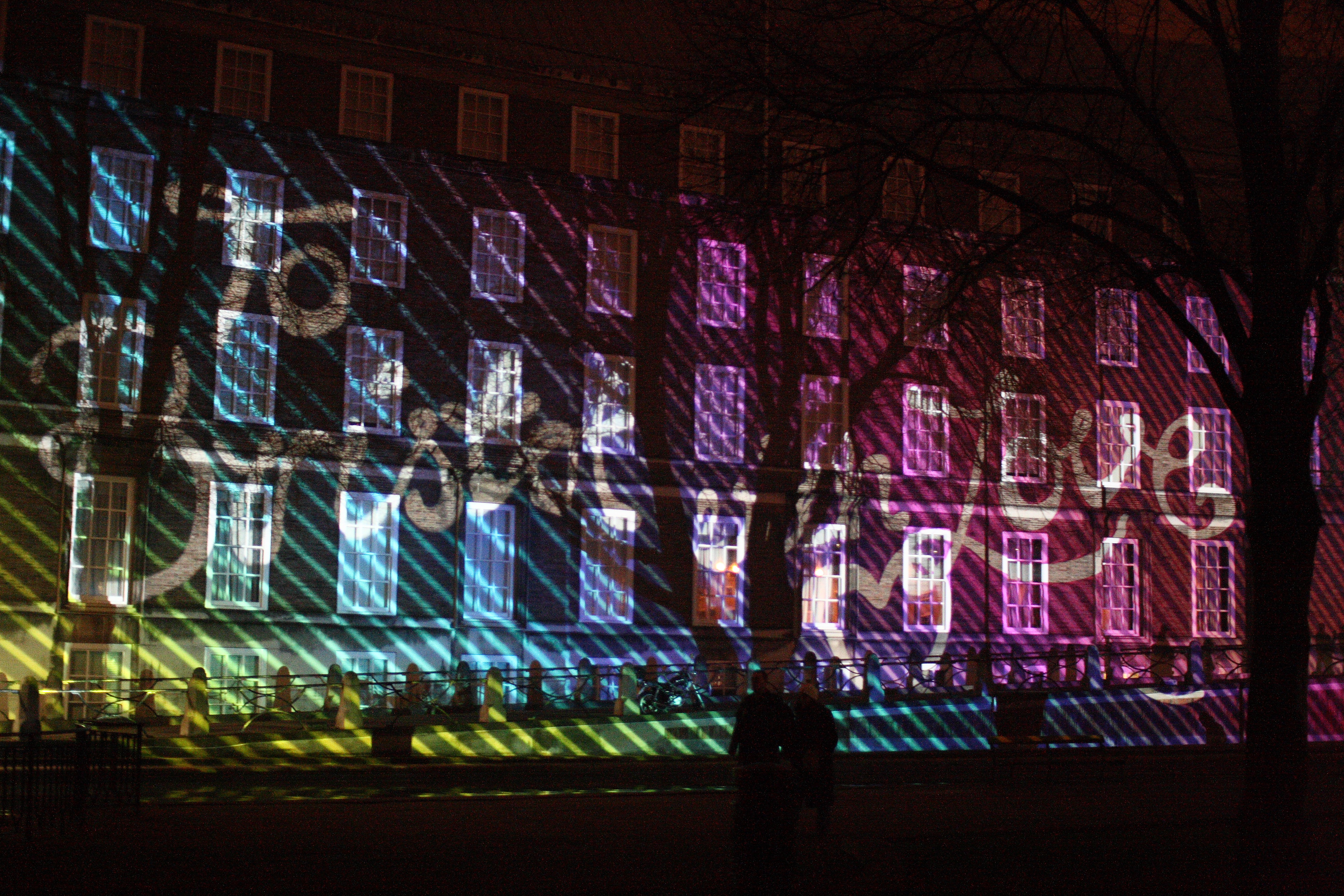
브리스톨 (2007)

송에뤼미에르(프랑스어: Son et lumière)는 프랑스의 쇼로 사적 따위에서 빛과 음향을 써서 벌이는 쇼이다.

## 같이 보기
- 프로젝션 맵핑